# 276163 Tafreshi
276163 Tafreshi este o planetă minoră (asteroid) din centura de asteroizi. A fost descoperită pe 13 iunie 2002 la Observatorul Palomar de Near Earth Asteroid Tracking. 
Obiectul prezintă o orbită caracterizată de o semiaxă mare de 2,9274618405991 UAi, o excentricitate de 0,20086714762911, o înclinație de 4,7109227737635 ° în raport cu ecliptica.